# Loch Scadavay
Loch Scadavay, schottisch-gälisch Loch Scadabhagh, ist ein Süßwassersee auf der schottischen Hebrideninsel North Uist. Historisch gehörte er zur traditionellen Grafschaft Inverness-shire.

## Beschreibung
Der See liegt im Osten von North Uist auf einer Höhe von sechs Metern über dem Meeresspiegel. In einer äußerst dünn besiedelten Region gelegen, sind die Ufer von Loch Scadavay unbesiedelt. Lochmaddy, der Hauptort North Uists, liegt rund vier Kilometer östlich. Die A867 überspannt eine Enge des Südostteils des Sees und erschließt ihn. Der Loch Scadavay liegt in dem von zahlreichen Seen durchzogenen Nordosten der Insel. Nördlich befindet sich der Loch Fada, während der Loch nan Eun südlich gelegen ist.
Der stark unregelmäßig geformte Loch Scadavay weist eine maximale Länge von 6,8 Kilometern bei einer maximalen Breite von 4,1 Kilometern auf, woraus sich eine Seefläche von 336 Hektar und ein Umfang von 55 Kilometern ergeben. Bei einer maximalen Tiefe von 11,3 Metern und einer mittleren Tiefe von 2,8 Metern ergibt sich ein Volumen von rund 9,42 Mio. Kubikmetern. Sein Einzugsgebiet umfasst 2872 Hektar und erstreckt sich vornehmlich nach Südwesten. Es besteht zu etwa 66 % aus Moorland und 22 % Wasserflächen. Verschiedene Bäche speisen den Loch Scadavay. Er entwässert über verschiedene Pfade in die Schottische See.
Eine kleine Insel im Südostel des Sees war historisch möglicherweise Standort eines Duns. Zwei denkmalgeschützte Cairns nahe den Seeufern zeugen von der historischen Besiedlung der Region.